# Hydroporus occidentalis
Hydroporus occidentalis är en skalbaggsart som beskrevs av Sharp 1882. Hydroporus occidentalis ingår i släktet Hydroporus och familjen dykare. Inga underarter finns listade i Catalogue of Life.